# Laguna Honda
La laguna Honda est un lac salé alto-andin située à une altitude de 4 114 m dans la province de Nor Lípez du département de Potosí, en Bolivie, près de la frontière chilienne.